# Effets du changement climatique sur la santé humaine
Pour un article plus général, voir Impacts du changement climatique.
Les effets du changement climatique sur la santé humaine sont et seront variés, et certains sont encore imprévisibles. Les maladies liées à l'alimentation et à l'accès à l'eau, ainsi que les zoonoses sont déjà en augmentation, tout comme les maladies cardiovasculaires et rénales causées par la chaleur . Le climat, c'est-à-dire l'ensemble des conditions météorologiques d'une région ou d'un lieu, est étroitement lié à la santé humaine, le premier influençant la seconde.
Les effets du changement climatique peuvent être physiologiques et/ou psychologiques (santé mentale). Et dans ces deux cas, ils peuvent être locaux, régionaux ou globaux, et immédiats ou différés. Ils peuvent aussi, souvent, combiner, additionner ou multiplier leurs impacts .
- Les effets directs sont liés à des changements plus ou moins brusques et/ou intenses dans le climat et la météorologie (comme de fortes variations ou anomalies de température ou de précipitations, éventuellement associées à une augmentation d'évènements catastrophiques (catastrophes naturelles). Ces effets directs sont principalement physiologiques : le corps humain et nos sociétés sont limités dans leur capacité à subir des changements météorologiques de plus en plus intenses, longs et brutaux (bouleversement des régimes de températures et de précipitations, et augmentation de fréquence et ampleur des catastrophes naturelles par exemple) ;  indirectement, via notamment la dégradation et d'une moindre résilience des écosystèmes et des agrosystèmes (cf. moindre qualité des eaux, de l'air, des sols, des habitats naturels, des réseaux trophiques et donc des services écosystémiques). Les pertes de rendement de la sylviculture, des pêcheries et de l'agriculture en général auront des conséquences sur la disponibilité et la répartition des ressources alimentaire, et sur l'industrie et des échanges économiques aux échelles locales, régionales et internationale[4]. Au début des années 2020, près de la moitié de la population mondiale connaît déjà une grave pénurie d'eau pendant au moins un mois par an, ce qui n'explue pas aussi des inondations catastrophiques, deux phénomènes qui intensifient le risque sanitaire.
- Les effets indirects sont liés à la dégradation de notre environnement, au nombre de jours supplémentaires où la température sera telle que toute activité physique deviendra difficile ou impossible ; à la diminution de sa capacité des écosystèmes et agrosystèmes à résister aux changements. L'humanité risque d'être de plus en plus confronté, par exemple, au manque d'eau, à une diminution de la qualité de l'eau, de l'air, du sol, des habitats naturels, des écosystèmes, et donc des services qu'ils nous rendent. Ces changements affectent déjà l'agriculture, l'industrie et le commerce mondial et menacent la paix dans le monde. Outre les morts directement causés, des maladies émergentes, des épidémies ou pandémies seront favorisées, alors que les chaînes d'approvisionnement, et une dégradation des capacités de transport augmenteront l'insécurité alimentaire [1].

Manhattan dans le smog. Selon l'OMS : « Le changement climatique représente la plus grande menace pour la santé dans le monde au 21ème siècle ».

Par rapport à ce qui est attendu (dans « un monde à +4°C » par exemple), les effets sanitaires du changement climatique sont encore très faibles. Il est difficile d'en mesurer et quantifier précisément les conséquences sanitaires, mais le changement et le réchauffement climatiques comptent parmi les plus graves menace du XXIe siècle en termes de santé environnementale pour l'espèce humaine et de nombreuses autres espèces,.
Tous les indicateurs globaux suivis par le GIEC, l'OMS et l'ONU (notamment dans le cadre des approches One Health (une seule santé), indiquent que les efforts faits pour stabiliser le climat sont encore très insuffisants ; les effets sur la santé sont amenés à augmenter progressivement avec le réchauffement et le dérèglement climatiques. Certaines populations et régions seront touchées avant d'autres et/ou plus que d'autres, mais toutes seront touchées, directement ou indirectement. La gravité de ces effets dépendra de efforts faits aujourd'hui pour réduire les émissions de gaz à effet de serre, rendre les écosystèmes plus résilients, et intégrer la dimension "santé" dans l'adaptation au réchauffement climatique.

## Distribution géographique des effets sanitaires du changement climatique
Bien que certaines zones tempérées pourraient tirer certains avantages du changement climatique (réduction du taux de mortalité hivernal ou diminution potentielle de la malaria), les effets négatifs du changement climatique sur la santé humaine l'emporteront largement sur les impacts positifs, et plus particulièrement dans les pays en voie de développement.
Le niveau de développement économique est l'un des facteurs de la capacité d'adaptation au changement climatique : le niveau d'accessibilité au système de santé et le degré de développement des établissements et infrastructures publics de soins est un élément clé dans les facultés d'adaptation.
À ce jour, malgré une croissance économique globalement en hausse, et à cause d'une répartition inégale des richesses, les pays en voie de développement offrent un accès aux soins souvent limité et ne disposent pas de moyens suffisants pour préserver les populations les plus démunies des maladies et dommages liés au changement climatique.

## Épisodes météorologiques extrêmes
Bien que l'homme se soit adapté à des climats très différents dans le monde, le domaine des températures où se développe la vie humaine est assez étroit. Notre corps doit maintenir une température interne d'environ 37 °C, et les variations très au-dessus ou au-dessous de cette valeur peuvent nous rendre malades et affecter gravement notre santé.
Actuellement un des facteurs climatiques les plus alertant pour notre santé, est le changement climatique, qui touche surtout les zones de températures extrêmes. Il affecte tant directement qu'indirectement notre santé.

### Températures extrêmes

#### Chaleur extrême
De nos jours, avec le réchauffement climatique, apparaissent des avantages, tels qu'une baisse de la mortalité hivernale dans les zones tempérées ou une augmentation de la production vivrière, mais dans l'ensemble ses effets sont très largement négatifs. En effet, il va avoir une grande influence sur les besoins fondamentaux de la santé, c'est-à-dire l'air pur, l'eau potable, la nourriture, etc. Ainsi, avec la pollution humaine et le réchauffement climatique, la teneur de l'air en ozone et d'autres polluants, qui renforce l'apparition de maladies cardiovasculaires et respiratoires, augmentent fortement. Cette pollution de l'air urbain . En été, surtout dans les zones à température très élevée, en période caniculaire les températures contribuent directement à la mortalité par maladies cardiovasculaires ou respiratoires surtout chez les personnes âgées et les plus faibles. Ainsi, en 2003 en Europe, durant la canicule de l'été ont été enregistrés plus de 70 000 décès supplémentaires. Dans le monde, 37 % des décès causés par des températures caniculaires seraient dues au réchauffement climatique.
En période de chaleur extrême, il est constaté une concentration plus élevée en pollen et autres aéroallergènes, source du déclenchement de crise asthmatique, une maladie dont souffrent environ 300 millions de personnes.
Les vagues de chaleur et canicules (de plus en plus fréquentes) entrainent déjà des surmortalités. En août 2003 par exemple, la vague de chaleur qui a touché l'Europe a provoqué 35 000 décès supplémentaires par rapport à une période similaire sans canicule. Ce phénomène devrait empirer dans le futur (bien que les régions tempérées puissent être relativement épargnées par le phénomène). L'activité physique et sportive, normalement indispensable à une bonne santé, devient dangereuse voire mortelle quand il fait trop chaud. En 2021, le WWF estimait qu'en France on perdrait jusqu'à 66 jours de sport par an dans un scénario à +4°C (c'est-à-dire plus de deux mois par an, quand la température dépasserait 32° C). Or, c'est le scenario retenu par la France pour ses politiques d'adaptation au réchauffement. « Selon les données de l'Observatoire du running en France, 9 % des runners ont mis cette activité en pause durant les canicules estivales de 2022, les autres privilégiant les heures les plus fraîches du jour (et de la nuit) ».

#### Froid extrême
De l'autre côté, si on se concentre sur les effets d'un climat froid, on peut aussi récolter plusieurs éléments importants. À part le fait que le climat froid nous protège de plusieurs maladies infectieuses transmises par les animaux, il est également source de déclenchement de maladie. Et d'ailleurs, statistiquement, le froid reste plus meurtrier que la chaleur. On peut en effet observer lors des vagues de froid, une surmortalité qui est renforcée en premier lieu par l'augmentation du nombre de personnes ayant des maladies respiratoires, maladies vasculaires et cardiovasculaires. On peut citer comme exemple, la grande vague de froid qui toucha la France en janvier 1985, où fut enregistrée une surmortalité de plus de 13 %, essentiellement à cause de pneumonies, d'accidents vasculaires cérébraux et des infarctus du myocarde.
Des températures extrêmement froides sont également une source de prévalence de l'asthme, entraînent des troubles mentaux, le syndrome de Raynaud, et des maladies endocriniennes.
Quand il fait froid, notre corps adopte des comportements qui favorisent la transmission des virus, on devient donc plus sensible aux virus et aux maladies, ce qui explique la surmortalité en hiver. Le froid n'apporte pas plus de virus et de maladie, mais accentue la fragilité de notre organisme ce qui permet à plus de virus et maladies de s'installer dans notre corps. On note ainsi la présence de maladies à virus (angine, amygdalite, rhume, sinusite, etc.), et des infections respiratoires (nez, gorge, bronches, poumons).
Le froid fragilise donc notre organisme, mais pire encore il permet à certains virus de persister plus longtemps dans l'air. C'est le cas du virus de la grippe.

### Catastrophes naturelles et variations des précipitations

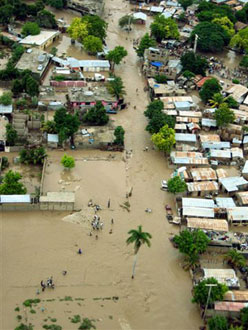
Inondations en Haïti

Ces cinquante dernières années, le nombre de phénomènes météorologiques exceptionnels a triplé entraînant plus de 60 000 morts par an principalement dans les pays en développement. L'impact des catastrophes naturelles se fait sentir de plus en plus fortement dans le monde.

#### Élévation du niveau des mers
Une des catastrophes naturelles la plus marquante est l'élévation du niveau des mers qui est source de destruction de l'habitat, des zones d'activités économiques  et des infrastructures les plus essentielles à la population. Sachant que plus de la moitié de la population mondiale vit à moins de 60 km de la mer, cela est très préoccupant. Ceci pourrait avoir un effet indirect sur la santé humaine. Ainsi, les personnes concernées seront obligés de se déplacer, ce qui augmenterait les risques sanitaires, allant des troubles de la santé mentale aux maladies transmissibles.

#### Inondations et tempêtes
La modification des précipitations est également une source de problèmes. D'une part, quand il y a excès de précipitations, cela peut provoquer des inondations. Ce phénomène augmente en fréquence et en intensité. Les inondations contaminent les sources d'eau douce, augmentent le risque de maladies à transmission hydrique, peuvent provoquer des noyades et certains traumatismes physiques.

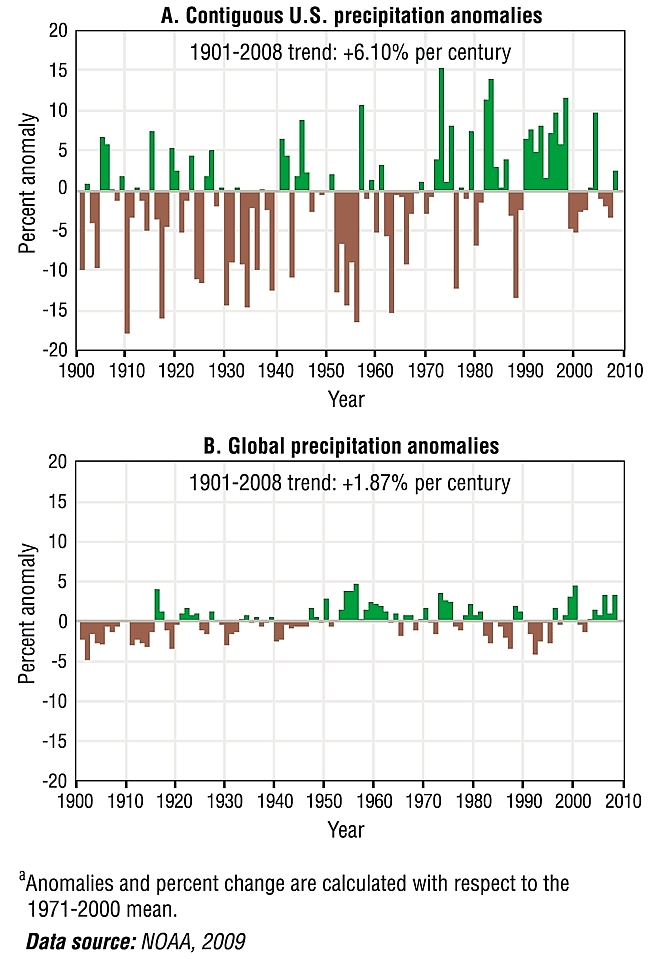
Précipitations observées au cours du XXe siècle et jusqu'à 2008. Source: NOAA 2009

Au cours des deux dernières décennies, tempêtes et inondations d'ampleur majeure ont été observées à l'échelle du globe, très vraisemblablement fruits du dérèglement climatique
C'est dans les régions d'Asie du Sud-Est ainsi qu'en Amérique Latine que les inondations et les cyclones tropicaux ont l'impact le plus fort en termes du nombre de décès. Les populations les plus denses situées dans les régions côtières de faible altitude sont naturellement les plus menacées par ce type de catastrophes.
La vulnérabilité des populations à ces catastrophes naturelles dépend de paramètres tels que lieu de vie, âge ou encore environnement social des communautés touchées.

#### Sécheresse
À l'inverse des excès de précipitions, l'insuffisance de pluie peut affecter la santé humaine en créant une carence en eau douce remettant en cause l'hygiène le plus élémentaire et augmentant le risque de maladies diarrhéiques qui provoquent, aujourd'hui déjà, plus de 2,2 millions de morts par an. À long terme, cela peut conduire à des crises de famine et à la sécheresse.
Bien que le lien ne soit pas encore compris dans sa globalité, la sécheresse serait responsable de la distribution spatiale et saisonnière ainsi que de l'intensité des épidémies de méningites à méningocoques.
À titre d'illustration, les états situés dans la zone appelée ceinture africaine de méningite d'Afrique sub-saharienne semi-aride présentent en effet les taux d'endémisme et d'épidémies de la maladie les plus importants en Afrique, bien que d'autres zones telles que la Vallée du Rift, les Grands Lacs et le sud de l'Afrique soient également touchées.
En période de sécheresse, certains aliments de base peuvent être moins disponibles et plus chers. Avec le coût plus élevé des courses, il peut être difficile pour certaines personnes d'acheter tous les aliments dont elles ont besoin pour rester en bonne santé. Les grandes sécheresses sont aussi une grande source de stress pour les agriculteurs.
Ces épisodes s'accompagneront naturellement d'une augmentation des décès et des dommages d'ordre humain ou matériel.

#### Incendies
Dans certaines régions, les changements de température et de régimes de précipitations augmenteront la fréquence des Incendies et les dommages générés par de tels évènements.
Outre les dommages matériels, les incendies ont des conséquences significatives sur la santé humaine : brûlures, intoxications liées à l'inhalation de fumées toxiques, lésions , etc.

## Propagation des maladies et de certains vecteurs de maladies

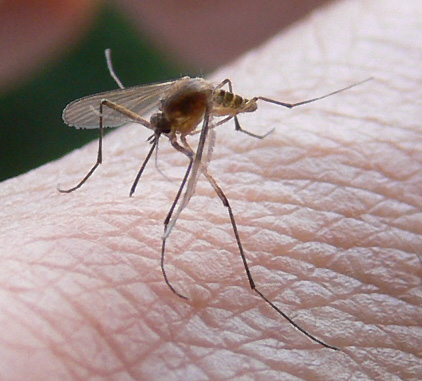
Moustique de la Malaria

Le changement climatique peut affecter la santé humaine de façon indirecte à travers les animaux. Le changement climatique provoque l'émergence de nouvelles maladies chez les animaux dont certaines sont transmissibles à l'homme. Accompagné de modifications dans les températures, les précipitations et l'humidité qu'il entraîne, le changement climatique pèse sur le devenir de certaines maladies infectieuses et parasitaires qui affectent l'ensemble du monde vivant. Ce changement perturbe surtout la composition des écosystèmes  et les interactions entre espèces. Il intervient donc sur plusieurs aspects des populations d'espèces vectrices et réservoirs et donc sur les virus, bactéries ou parasites pathogènes. D'après plusieurs études scientifiques récentes, les changements de température sont donc responsables de l'extension et même de l'apparition de maladies qui sont transmises par des animaux vecteurs responsables de l'évolution géographique et temporelle de maladies infectieuses et parasitaires. On peut citer comme exemple la malaria (ou paludisme ) qui est sans doute la maladie à transmission vectorielle la plus sensible à un changement climatique. Transmise par des moustiques, cette maladie tue plus d'un million de personnes par an, la population la plus affectée étant les enfants africains de moins de 5 ans. Les pluies abondantes de mousson et la forte humidité sont identifiées comme les facteurs ayant une influence majeure sur la reproduction et la survie de ces moustiques. Il existe également une maladie qui évolue très sensiblement au changement climatique : la Fièvre de la Vallée du Rift qui est une maladie qui touche principalement les animaux et peut aussi contaminer l'homme. Elle semble évoluer vers le nord et au-delà de la Méditerranée et de la mer d'Arabie, ce qui pourrait avoir des conséquences très graves et imprévisibles sur la santé humaine. Le changement de climat et surtout le réchauffement climatique sont donc des éléments qui favorisent l'émergence et l'expansion de maladies animales dont certaines sont transmissibles à l'homme.
Le deuxième volet du sixième rapport d'évaluation du GIEC, paru en 2022, indique que le réchauffement et les modifications du régime des précipitations concourent d'ores et déjà à une plus grande diffusion des maladies à vecteur (malaria, dengue…),,.
Le réchauffement climatique devrait élargir les zones propices aux vecteurs de maladies infectieuses telles que la dengue, le virus du Nil occidental et la malaria par exemple,,,,.
C'est dans les pays les plus pauvres et donc les plus vulnérables que les impacts seront les plus néfastes.
Dans les pays plus riches, où de telles maladies ont été éradiquées ou contrôlées grâce à la vaccination, à l'assèchement des marais ou à l'usage de pesticides, les conséquences devrait davantage être économiques que sanitaires.
En Europe, on devrait par ailleurs observer un accroissement de la population de tiques, transmettant l'encéphalite et la maladie de Lyme, et de phlébotomes, transmettant la leishmaniose viscérale.
À l'échelle mondiale, on estime à environ 150 000 par an le nombre de morts résultant du changement climatique, dont la moitié dans la région Sud-Pacifique. Le nombre de cas d'infections de malaria devrait également augmenter dans les régions montagneuses de Papouasie-Nouvelle-Guinée.

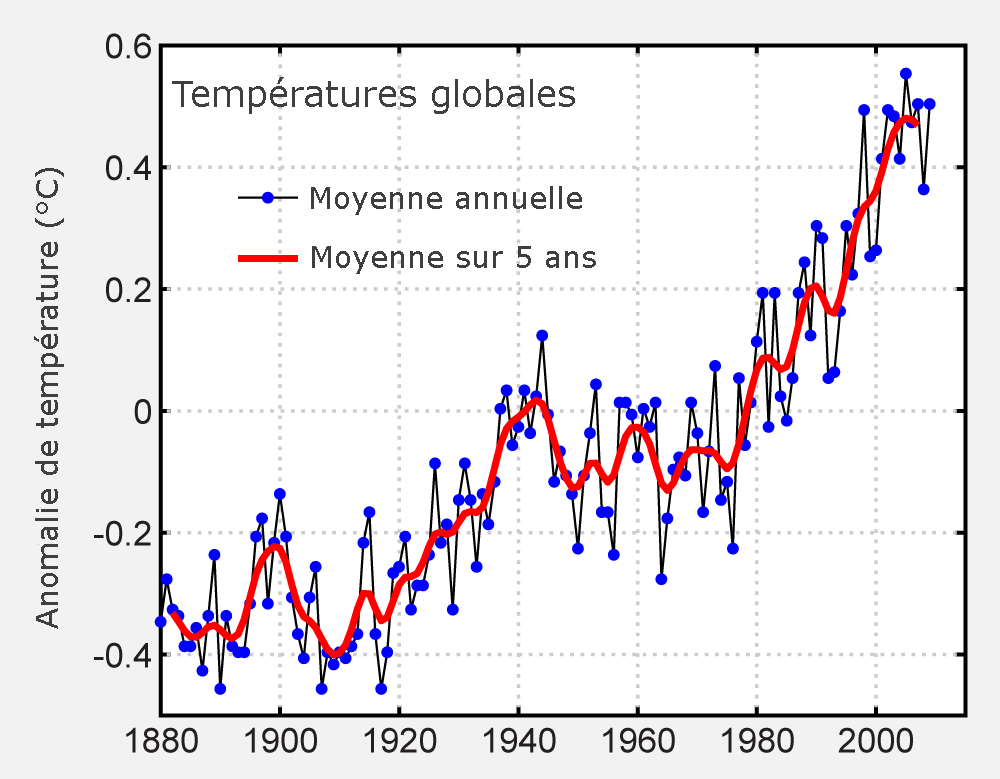
Augmentation de la température

D'après le Rapport de 2002, de l'Organisation mondiale de la santé , « on estime qu'en l'an 2000, le changement climatique était déjà responsable de 2,4 % environ de cas de diarrhées dans le monde et de 6 % des cas de paludisme dans certains pays à revenu intermédiaire ».

### Vecteurs de maladies infectieuses
Les maladies à vecteur sont des infections transmises par les morsures d'espèces anthropodes infectées, telles que moustiques, tiques, triatomes, phlébotomes ou mouches noires.
Une modification des cycles biologiques de la population aviaire peut donc avoir pour conséquences un décalage dans le temps ou un changement de cycle de vie de la propagation des agents pathogènes transportés par les oiseaux.

### Dengue
La dengue est la maladie à propagation virale la plus importante dans le monde.
Le changement climatique devrait avoir pour conséquence une augmentation des espèces vecteurs de dengue dans les régions d'Australie et de Nouvelle-Zélande et plus généralement du nombre de cas de dengue à l'échelle mondiale,.
Les liens entre changements climatiques et propagation ou distribution spatiale de la dengue ne sont toutefois pas encore compris et les corrélations restent à consolider.

### Malaria
Bien que cette théorie soit encore controversée, la distribution spatiale, l'intensité de la transmission et le caractère saisonnier de la malaria pourraient être liées au climat et notamment à la fréquence des précipitations.
Une réduction de la pluviométrie pourrait en effet être à l'origine d'une baisse du nombre de moustiques, espèce vecteur de la maladie, et donc du nombre de cas de malaria.
Si un tel lien a été établi dans la région sub-saharienne, on ne possède pas encore d'études suffisamment probante en Amérique du Sud ou dans les régions continentales de Russie.
Le lien entre propagation de la malaria et changement climatique reste donc à consolider.

### Maladies diarrhéïques
Les pays pauvres présentent un taux de mortalité infantile due aux diarrhées relativement haut, particulièrement en Afrique sub-saharienne, et ce, malgré les progrès de l'accès aux soins.
Des études menées au Pérou montrent un lien entre augmentation des épisodes de maladies diarrhéiques chez les adultes et les enfants et hausse des températures.
Le changement climatique pourrait accroître d'environ 2 à 5% d'ici 2010 les risques de maladies diarrhéiques.

### Autres maladies infectieuses
Durant les épisodes de précipitations intenses ou d'inondations, on observe généralement une augmentation des maladies infectieuses transmises par les rongeurs porteurs d'agents pathogènes.

## Ozone troposphérique

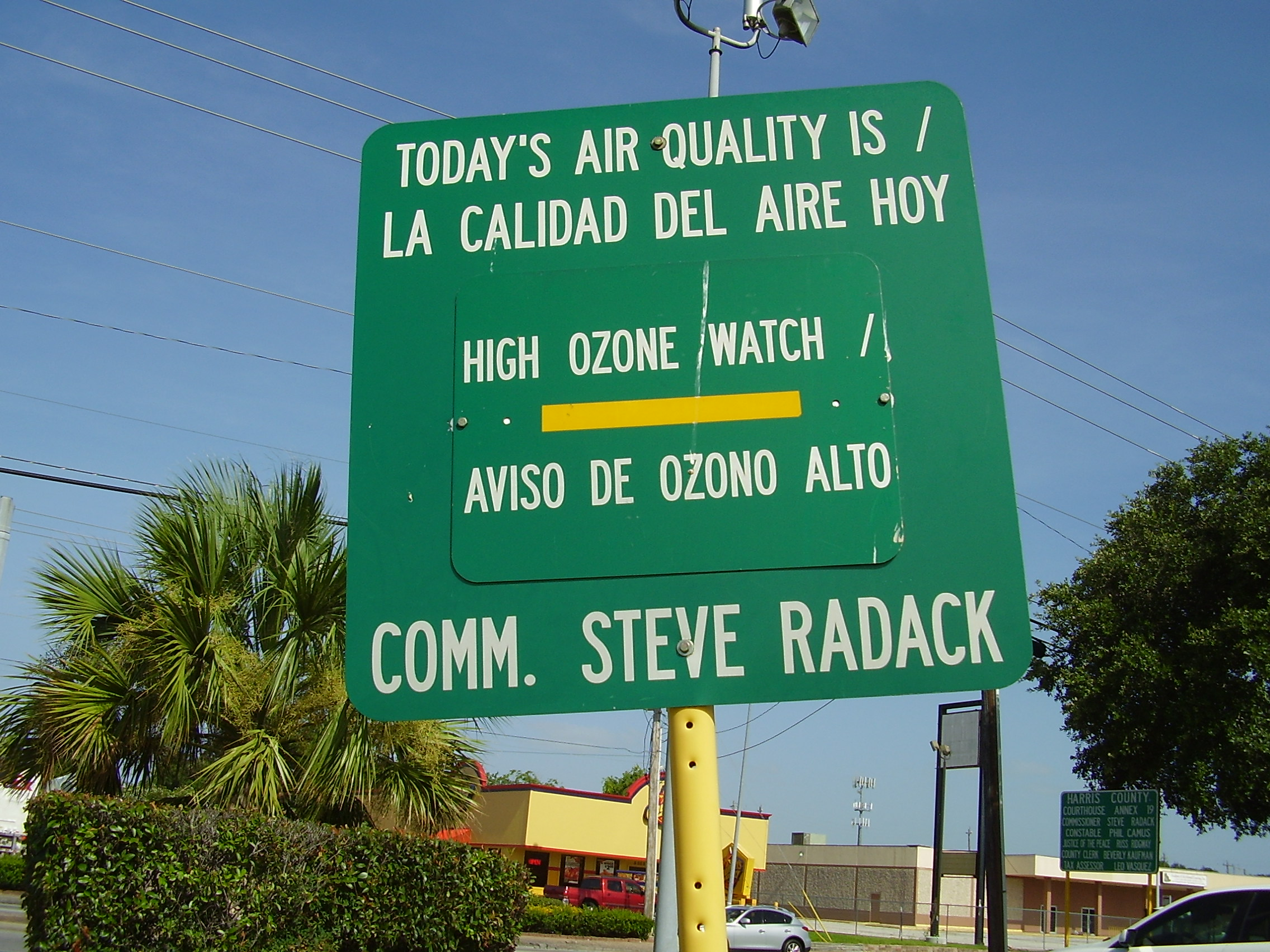
Panneau dans le quartier de Gulfton, ville de Houston, indiquant un ozone sous surveillance.

Cet ozone, présent dans l'atmosphère à l'état naturel, est le composant principal de la pollution urbaine (smog). L'ozone présent dans le smog est formé via réaction mettant en jeu des oxydes d'azote ainsi que des composés organiques volatils. De type photochimique, cette réaction nécessite l'action de radiations électromagnétiques et se produit donc au cours de journées très ensoleillées et très chaudes.
Une exposition à des taux d'ozone élevés augmente les risques de maladies telles que pneumonies, obstructions pulmonaires chroniques, asthme, rhinites allergiques, , etc., entraînant ainsi un risque de mortalité précoce.
Les concentrations moyennes d'ozone troposphériques ont augmenté depuis l'ère pré-industrielle et ce, à cause d'un accroissement des émissions de méthane, de monoxyde de carbone et d'oxydes d'azote.
Cette tendance devrait se poursuivre jusqu'au milieu du XXIe siècle, entraînant une hausse des maladies cardio-respiratoires.

## Effets directs de la hausse des températures

### Épuisement dû à la chaleur
Bien qu'encore mal comprise, on observe une hausse des décès lors des épisodes de forte chaleur. Les personnes âgées ou vulnérables sont davantage touchées. Les raisons entrant en jeu pourraient être liées à une sudation excessive (perte d'eau et de sel en trop grande quantité) ou à une sollicitation du cœur trop importante.

### Impact sur les décès liés à l'hypothermie - vagues de froid
Les vagues de froid sont un problème dans les pays de latitude nord principalement, où des températures très basses peuvent être atteintes en quelques heures seulement et s'étaler sur de longues périodes.
Le nombre de décès liés au froid est de très loin supérieur au nombre de décès liés à la chaleur aux États-Unis, en Europe ainsi que dans presque tous les pays situés en dehors des tropiques. Au cours de la période 1979-1999, on a recensé 3 829 décès associés à des températures extrêmes lors d'épisodes météorologiques chauds, alors que sur la même période, un total de 13 970 décès ont été attribués à des cas d'hypothermie. En Europe, le nombre moyen de décès annuels causés par la chaleur est de 304 dans le nord de la Finlande, 445 à Athènes et 40 à Londres, alors que ce nombre est, respectivement, de 2 457, 2 533 et 3 129 pour les décès causés par le froid.

Évolution moyenne de la température mondiale entre 1880 et 2016, relativement à la moyenne de 1951-1980.Source: NASA GISS

### Température humide et survavibilité
Dans certaines régions du monde, les modélisations montrent que la température humide (température du thermomètre mouillé) pourrait dépasser la limite de survivabilité humaine d'environ 6,7 °C tandis qu'un réchauffement de 11,7 °C de cette même température créerait un environnement inhabitable pour la moitié de la population mondiale,.
En pratique, la limité de survivabilité au réchauffement climatique dans les régions les plus exposées devraient faire face à des températures humides léthales bien plus tôt.

### Projections
En Angleterre et au Pays de Galles, pour une augmentation de 1 °C de la température, la baisse du nombre de décès liés au froid (en hiver) dépassera l'augmentation du nombre de décès liés à la chaleur (en été), résultant in fine à une réduction de 7000 le nombre de décès moyens annuels,.
Toutefois, bien qu'on prévoie à courts termes une baisse de la mortalité due au réchauffement actuel, on s'attend à plus longs termes à une hausse de la mortalité due à l'augmentation des températures.

## Impact du changement climatique sur les enfants

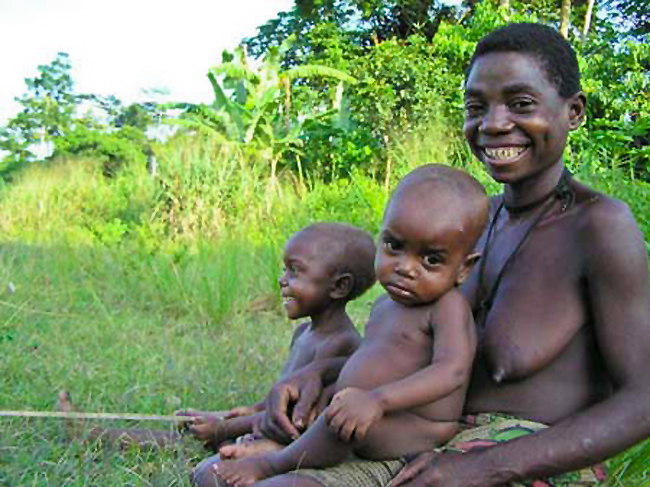

Il existe un lien évident entre les effets du climat et la santé des enfants.
Les effets du changement climatique ne font qu'augmenter les inégalités en matière de santé entre les pays et conduisent à un accroissement de la vulnérabilité de certains groupes comme les enfants.
Ceux-ci sont parmi la tranche de la population la plus vulnérable, en particulier dans les pays pauvres où les risques et les problèmes sanitaires liés au climat sont les plus élevés.
On observe différentes conséquences qui affectent la santé de l'enfant. La première consiste en l'existence d'un lien entre l'enfant et la mère, de la période néonatale à son évolution. Les impacts climatiques sur la mère sont répercutés directement ou indirectement sur la santé de l'enfant.
En effet, une mère enceinte malade ou décédée ne pourra pas assurer le bon développement de l'enfant. Il existe, dès lors, une corrélation entre santé et développement.
Un enfant né d'une mère malade, connaîtra un faible poids à la naissance et/ou un problème de développement, entraînant de ce fait des décès plus fréquents, des maladies infectieuses, un retard de croissance ayant un impact sur la scolarisation.
Dans une étude sur les différentes causes des décès chez les enfants de moins de cinq ans, on note que, après la naissance, les principales causes de mortalité sont la pneumonie. la diarrhée et le paludisme. Ces maladies sont, en général, dues à des problèmes de malnutrition.
Les autres conséquences des risques sanitaires sur les enfants liés à l'environnement et au climat sont notamment le manque d'accès à l'eau, le faible niveau des installations sanitaires, le manque d'hygiène, la pollution de l'air, les vecteurs de maladies, les risques chimiques, les rayonnements ultraviolets et les accidents non intentionnels.
Le réchauffement climatique est déjà en train de réduire la qualité de vie des enfants les plus vulnérables et rend plus difficile l'atteinte des objectifs fixés par le Millennium Development.
Le réchauffement climatique a en effet pour conséquence immédiate une diminution de l'accès à l'eau potable et à la nourriture, en Afrique et en Asie notamment. L'augmentation des catastrophes, des violences et des maladies, tant en fréquence qu'en intensité, rend par ailleurs l'avenir des enfants les plus pauvres encore plus incertain,

### Accès à l'eau
L'eau est un besoin vital, notamment pour les enfants : eau de boisson et eau d'hygiène de base qui deviennent une ressource rare dans certaines régions du monde. Une eau impure peut provoquer des diarrhées, le choléra, la dysenterie.
Dans les régions côtières situées très près du niveau de la mer, la montée du niveau des océans provoquée par le changement climatique peut également provoquer une salinisation des eaux en sous-sol, ce qui la rend également impropre à la consommation.

### Installations sanitaires
Qu'il s'agisse des égouts, des fosses septiques ou des différentes sortes de latrines, une mauvaise installation est un réservoir à bactérie pour les enfants.

### Pollution de l'air
La pollution de l'air touche, en particulier, les grandes agglomérations où le trafic et les activités industrielles sont importants. Les enfants ayant une fréquence de respiration plus élevée que celle des adultes sont plus vulnérables. Ils sont plus sujets aux allergies et à l'asthme. La pollution domestique est aussi un risque.

### Allergies
Le changement climatique entraîne de plus en plus de jours sans gel durant l'hiver ainsi qu'une température de l'air plus élevée, ce qui contribue à des bouleversements des périodes de floraison. Nous observons chaque année une concentration de pollen plus élevée et des saisons de pollen plus longues. Ce qui a pour conséquences d'amplifier la sensibilisation allergique, les épisodes d'asthmes et de diminuer la productivité au travail ainsi que, par exemple, la concentration des écoliers. Selon les dernières études épidémiologiques, en France, 85 % des asthmes de l'enfant et 50 % des asthmes de l'adulte sont d'origine allergique. De plus, 30 % de la population française serait concernée par la rhinite allergique.

### Vecteurs de maladies
Les insectes tels les moustiques et le bétail peuvent transporter des maladies qu'ils transmettent aux enfants par simple contact.

## Effets du changement climatique sur la santé mentale
En 2022, en février, le 6ème rapport du GIEC concluait que l'accélération des changements climatiques était une menace grandissante pour la santé mentale et le bien-être psychosocial.
Dix mois plus tard (Fin 2022), lors de la «Conférence Stockholm + 50», l'OMS ré-alertait sur le fait que le dérèglement climatique a déjà des effets manifestes sur le bien-être et la santé mentale des individus et de certaines populations. Ils varient selon les vulnérabilités des régions, des classes sociales, des classes d'âge, et selon le genre. Et ils sont amenés à évoluer et à s'aggraver si des efforts importants ne sont pas faits. Et selon l'OMS, « la santé mentale est une priorité pour agir face aux changements climatiques ». En 2021, dans 95 pays interrogés par l'OMS, seuls neuf incluaient un volet santé mentale et de soutien psychosocial dans leurs plans nationaux sur la santé et les changements climatiques.
- Effets actuels : Selon le GIEC (rapport n°6, 2022 : impacts, adaptation et vulnérabilité), ils incluent une détresse psychologique, l'anxiété, la dépression, le chagrin, la colère et des conduites suicidaires[60] ; on parle aussi de solastalgie. Cette souffrance touhe particulièrement les jeunes générations, qui vont subir le réchauffement plus que leurs ainés 2.
- Effets futurs dans un monde à +2°C : Si les émissions mondiales de gaz à effet de serre atteignent leur maximum avant 2025, il est possible de limiter le réchauffement climatique à 1,5°C ou 2°C. Cependant, même dans ce scénario, les effets sur la santé mentale risquent de s'aggraver.
- Effets futurs dans un monde à +4°C : Dans un monde où la température augmenterait de 4°C, les effets sur la santé mentale seraient encore plus graves. Les canicules deviendraient la norme, avec jusqu'à deux mois de canicule par an et 40 à 50 nuits tropicales par an. Plus la température et l'humidité augmenteront, plus l'être humain aura du mal à survivre4, ce qui pourrait aggraver la détresse psychologique.
- Effets selon les classes et les classes sociales :
  - Classes d'âge : Les jeunes sont particulièrement sensibles à l'éco-anxiété. Une enquête récente a révélé qu'une personne sur deux pense que l'humanité est condamnée, et ce sentiment est particulièrement fort chez les jeunes.
  - Classes sociales : Les effets du changement climatique sur la santé mentale ne sont pas les mêmes pour tous. Certains groupes sont touchés de manière disproportionnée en fonction de facteurs tels que le statut socioéconomique, le genre et l'âge. Les personnes qui répondent aux critères de la maladie mentale sont plus vulnérables aux effets du changement climatique sur la santé physique et mentale.

Le dérèglement climatique et en particulier les canicules, sécheresses, inondations, plus encore s'ils se répètent et créent des insécurités (hydrique, physique, alimentaire), des conflits, et un éclatement des communautés. Ceci est source de traumatisme, de maladies mentales et de détresse. Début 2025, trois chercheurs, dans Nature, appellent à des politiques climatiques nationales prenant mieux en compte le sujet de la santé mentale.
Les catastrophes naturelles, phénomènes d'occurrence faible mais provoquant des dégâts très importants, détruisent non seulement les infrastructures (réseaux routiers, électriques, eaux, habitations etc) mais engendrent également des conséquences considérables sur le plan humain, psychologique ou social. À titre d'exemple, on peut notamment citer une augmentation des violences domestiques faites aux femmes ainsi que des troubles de stress post-traumatiques.

## Coûts et impacts sur le développement économique et le niveau de pauvreté
Les effets combinés du réchauffement climatique pourraient être particulièrement sévères pour les populations ne bénéficiant pas de ressources pour pallier ces effets.
Les conséquences pourraient notamment se traduire par un ralentissement du développement économique et du processus de réduction de la pauvreté ainsi que par davantage de difficultés pour atteindre les objectifs du Millenium Development (MGDs),.
Un dérèglement climatique non maîtrisé entrainerait des coûts majeurs, notamment dans le domaine de la santé. D'ici 2060, les surcoûts dans le domaine de la santé pourraient atteindre 11 milliards de francs par an, rien qu'en Suisse,. En 2020, la Fédération des médecins suisses a reconnu le dérèglement climatique comme « une menace substantielle pour la santé régionale et mondiale »,.
Le dérèglement climatique, à l'origine de sécheresse dans certaines régions du monde, provoque un appauvrissement des cultures et donc une réduction de la qualité et de la quantité du régime alimentaire dans les zones concernées.
Les populations aux revenus les plus faibles et souffrant déjà de maladies  (telles que maladies infectieuses ou diarrhéiques par exemple) seront touchées les premières par ce phénomène de malnutrition croissant.

## Moyens de diminution des effets du changement climatique
Il est de plus en plus clair que le climat a de profondes conséquences sur la santé. L'être humain ressent ces effets de plusieurs façons.
Les températures extrêmes (chaud ou froid) qui sont source de maladies et parfois de mort ont les effets les plus directs sur la santé.
Les changements climatiques qui peuvent également avoir une influence indirecte sur la santé humaine en affectant l'environnement et les écosystèmes dans lesquels nous vivons. Ces effets indirects seront causés par des maladies transmises par des animaux tels que les insectes (moustique) et des maladies d'origine hydrique et alimentaire.
De plus, il existe les phénomènes météorologiques exceptionnels tels que la montée des mers, les inondations, les tornades, les tremblements de terre (tsunamis), etc., qui affectent directement les êtres humains (décès, blessures) ou indirectement en exposant les êtres humains concernés à des maladies et des problèmes sanitaires graves.
Dans ce contexte, les enfants représentent le groupe le plus vulnérable que ce soit par le manque d'accès à une eau de qualité, par des installations sanitaires insuffisantes, par la pollution de l'air ou par les vecteurs de maladie pour lesquels ils n'ont pas les réflexes de protection de l'adulte.
Les moyens d'action pour prévenir les risques du changement climatique sur la santé doivent porter sur la capacité d'adaptation et de prévention et des interventions gouvernementales.

### Capacité d'adaptation et prévention
Il s'agit de la capacité de l'être humain de s'adapter aux changements climatiques de façon à diminuer les effets néfastes sur sa santé et d'en prévenir les conséquences. Les stratégies d'adaptation comprennent les stratégies actuelles mais également les stratégies visant à augmenter les capacités futures.
La stratégie d'adaptation la plus rentable et la plus importante reste la remise en état et le maintien de l'infrastructure de santé publique. En particulier au niveau de la formation, de la surveillance et de la mise en place de programmes d'urgences. La création de moyens reste une étape essentielle.
La croissance démographique, la pauvreté, l'assainissement, les soins de santé,la nutrition ainsi que la dégradation de l'environnement sont des éléments importants  qui influent sur la capacité d'adaptation d'une population.
On constate que dans les pays en développement, la capacité d'adaptation est considérablement plus faible que dans les pays développés. La pauvreté accroît la vulnérabilité.
En effet, ces pays manquent des principaux déterminants nécessaires à la capacité d'adaptation d'une communauté : la richesse économique, la technologie, les institutions, l'équité, de même que l'état de santé actuel de la population.

### Actions gouvernementales
Avant de prendre des décisions pertinentes, les politiques ont besoin d'être informés. Ils font appel, à cet effet, aux chercheurs et aux scientifiques qui leur fournissent une diversité d'informations sur les conséquences possibles du changement climatique. Après avoir traité cette information, les politiques peuvent mettre en place des actions telles que des mesures d'atténuation des émissions de gaz à effet de serre, des mesures de sensibilisation des populations, des investissements dans la recherche et bien d'autres moyens selon les objectifs attendus.
La mise en place de ces actions politiques ne doit pas se faire sans la prise en compte des facteurs sociaux et économiques. Pour cela, il faut considérer le changement climatique du point de vue du développement durable.
Des décisions doivent être prises même s'il persiste des risques et des incertitudes. Ce sont les responsables de la gestion des risques et la société qui estiment la portée de ces risques et décident si cela en vaut vraiment la peine. Il ne faut toutefois pas que cela soit une excuse à l'inaction et au retard.
Des organisations comme l'OMS, l'OMM et le PNUD se penchent ensemble sur les questions relatives au climat et à la santé en publiant, notamment divers rapports et recommandations et en développant des programmes sur le terrain.
Le site Mon climat, ma santé a été mis en place au Québec pour faciliter l'adaptation et diminuer l'impact des changements climatiques sur la santé.
Les scientifiques sont aujourd'hui unanimes sur l'incidence du changement climatique sur la santé. Les recherches doivent donc se poursuivent pour permettre d'analyser les conditions météorologiques et le climat par rapport à la santé humaine dans le but d'élargir nos connaissances sur la compréhension des phénomènes et développer ainsi nos capacités d'intervention.
La répercussion du changement climatique sur la santé est un problème mondial. Elle impose des changements de comportements, dans la technologie ainsi que dans les pratiques, afin d'arriver au développement durable pour le bien-être de l'humanité.